# Cratolestes chiliensis
Cratolestes chiliensis là một loài ruồi trong họ Asilidae. Cratolestes chiliensis được Macquart miêu tả năm 1850.